# Историја Беча
Историја Беча почиње пре око 4000 година, док први писани историјски извор датира из 13. века. Подручје данашњег града представља једну од најстаријих људских насеобина за шта велику заслугу има његов положај. Беч је тако једна од најстаријих метропола у 'срцу' Европе, царски град и место укрштања разних култура и утицаја, град који је вековима имао водећу улогу у креирању политичке сцене Европе и овог дела света.

## Праисторија, римско доба и средњи век
На подручју које заузима данашњи Беч налазило се првобитно келтско насеље Vedunia (нем.Waldbach). Управо германска реч и назив града Vienna вероватно долази од речи овог првобитног насеља. Археолошка истраживања показују да је још за време старијег каменог доба на Бечком подручју било спорадичног насељавања, да би од млађег каменог доба оно било константно.
У 1. веку н. е. Римљани су на простору данашњег централног градског језгра изградили војно утврђење (каструм) у циљу одбране границе тадашње провинције Паноније. У продужетку каструма налазио се цивилни град Vindobona на простору данашњег 3. бечког округа (нем. Bezirk). Још и данас се могу разазнати правац пружања зидина римског утврђења и пролаза дуж и испод уличица Бечког старог града. Римљани су се овде задржали све до 5. века н. е.
Келтско насеље и касније војно утврђење Римљана налазили су се на крајњем истоку Западног римског царства те су стога брзо постали жртве великих промена које су наступиле услед сеоба германских народа. Постоје чак и докази о великом пожару који се догодио почетком 5. века н. е. када је изгорео велики део римских складишта и утврђења, но преостали ипак нису напуштани већ су штавише чак поново насељавани. Улице и куће средњовековног Беча пружале су се управо правцем зида римског утврђења због чега су досељеници користили један његов део, као подршку пре свега, који је и до данас очуван.
Центар средњовековног Беча био је Berghof (данас улица Salvatorgasse). Прво оригинално помињање датира још из 881. године из Салбуршких анала где се описује битка против Мађара али је нејасно да ли сама локација обухвата град или Бечку реку. Приликом археолошких ископавања пронађени су гробови из 6. века, периода када су Бечом владали Лангобарди. Наког тога Бечом даље господаре Словени па потом Авари.
Након победе Отона I у великој бици против Мађара 955. године почиње успон Беча. Већ у 11. веку Беч је био важно трговачко средиште, да би га 1105. године аустријски војвода Хајнрих I прогласио својим главним градом. Свега годину дана касније Аустрија је постала војводство па тиме и Беч седиште војвода.
Након завршетка Трећег крсташког рата, енглески краљ Ричард I је приликом повратка у Енглеску заробљен у Ердбергу (нем. Erdberg) поред Беча, што је данас подручје 3. Bezirk-а. Новцем од откупа, који је плаћен за његово ослобађање, основана је прва ковница новца и почело је прво веће финансирање градске инфраструктуре и проширења Беча. Године 1221, Беч је, као други град аустријског војводства после Енса (нем. Enns), добио статус града и посебан трговачки закон (нем. Stapelrecht). To значи да су сви трговци, који су пролазили кроз град, своје производе морали да нуде и евентуално продају потенцијалним купцима у Бечу. Управо то је омогућило бечлијама посредну трговину и то на начин да су веома брзо успостављене бројне трговачке везе, посебно дуж Дунава и према Венецији.

## Хабсбурговци
Након победе краља Рудолфа I над чешким краљем Отакаром II у бици 26. августа 1278. године почела је владавина династије Хабсбурговаца у Аустрији.
За време владавине династије Луксембург, политичко седиште царства био је Праг те је Беч у новонасталим околностима остао у његовој сенци. Рани Хабсурговци су међутим, покушавали даље да изграђују град и тиме иду у корак са временом и актуелним приликама. Велике заслуге припадају пре свега Рудолфу IV који је паметном привредно-економском политиком успео да повећа животни стандард становништва. Два кључна потеза дала су му надимак „Утемељитељ“: оснивање Универзитета у Бечу 1365. године и изградња великог дела готске цркве Св. Стефана (нем. Stephansdom) у центру града.
Но ипак, долазећи период превирања у династији Хабсбурга донео је како многе промене, тако и извесни привредни пад Беча. После избора Алберта II за краља Светог римског царства 1438. године, Беч постаје његова резиденција. За овај период и име Алберта II посебно се везују масовна прогнанства и убијања бечких јевреја 1421/1422. године, нем. Wiener Gesera.
Од 1469. године, град у успону постаје седиште бискупије, па тиме главна градска црква прераста у катедралу Св. Стефана. Године 1556, Беч постаје коначно и седиште императора Светог римског царства чиме су Угарска (Мађарска) и Бохемија (данашња Чешка) дошле под управу Хабсбурговаца.
Године 1551, почиње период реформације те се тако, доктрином Мартина Лутера, протестанизам брзо ширио Бечом. У таквим околностима краљ Фердинанд је као одговор довео Језуите у град који су врло брзо остварили јак утицај међу становништвом Беча. Они су основали своје удржење и школе које је предводио Бечки универзитет те је тиме Беч постао полазна тачка контрареформације или ткзв. католичке обнове у Светом римском царству.

## Турске опсаде Беча
Још 1529. године Беч је био први пут под турском опсадом, која се завршила неуспехом. Граница између хабсбуршког и османског дела Угарске лежала је готово 200 година свега око 150 km источно од града што је прилично ограничавало његов развој.
Са друге стране, Беч је развијао и све више модернизовао планове одбране и утврђења. Изградња сигурносних утврђења све до половине 17. века чинила је главни и највећи део свих грађевинских активности у граду. Оправданост ових радова показала се већ 1683. године приликом друге турске опсаде која је трајала свега 2 месеца након чега су се Османлије морале повући пред налетом војске пољског краља Јана III Собијеског. Ово је значило и дефинитиван почетак повлачења Османлија из средње Европе.

## Доба културног врхунца, период барока и класицизма
18. век био је златно доба за грађевинарство и изградњу, период успона и процвата Беча. Дошло је до потпуне реизградње и реконструкције грађевина и градских целина у стилу барока (Vienna gloriosa), те су тако изграђени многобројни дворци и палате за племиће од којих су најпознатије палата Шенбрун, Лихтенштајн, Шварценберг као и Белведере, раскошна палата саграђена за аустријског принца Еугена Савојског.
Интензивна изградња одвијала се, међутим и изван градских зидина, у ближим предграђима. Од 1704. године предграђа уз само градско језгро Беча, тј. његов зид, добијају сопствени систем заштите. Тако је изграђен и насип (Liniewall) који се пружао правцем данашњег бечког појаса. Он је раздвајао прва предграђа (данас 3.Bezirk и даље до 9.-ог) од спољашњих, тј. удаљенијих (данас од 10.-ог до 16.-ог Bezirk-а). Заштитни насип био је укупно дугачак 13,5 km и на његовој изградњи било је ангажовано комплетно становништво града узраста од 18 до 60 година, те је тако завршен у рекордном року од свега 4 месеца. Насип широк и висок импозантних 4 m био је изграђен првобитно од земље и ојачан палисадом, да би тек 1735. године добио коначан изглед пошто је озидан опеком. Око њега се пружао чак и цик-цак канал, и то првенствено из сигурносних разлога. Новом реорганизацијом града насип је срушен 1894. године а његови остаци се могу местимично и данас видети дуж бечког појаса.
Након последњих великих епидемија куге 1694. односно 1713. године, становништво Беча константно расте. 1724. године град је према проценама имао око 150.000 становника, да би крајем 18. века тај број порастао до око 200.000. У овом периоду почињу да се оснивају и мануфактуре, од који прва у 2. Bezirk-у. Проблем хигијене у граду постепено се решава првом оргнаизацијом комуналних служби, грађевине и куће у граду се нумеришу и са радом почиње и градска пошта.
Са процватом града и градског живота, Беч је убрзо постао и један од најважнијих културних центара Европе, ултимативно на пољу класичне музике чији су најзначајнији представници Јозеф Хајдн, Волфганг Амадеус Моцарт, Лудвиг ван Бетовен и Франц Шуберт.

## Царски град између конзерватизма и авангарде
Од 1804. године Беч је главни град новоуспостављеног Аустријског царства (1804—1864), да би у њему 1806. године било проглашено укидање Светог рисмог цартсва. У Наполеоновим ратовима град је два пута освајан и то 1805. и 1809. године. Након пада Наполеона, у Бечу је 1814/1815. одржан чувени Бечки конгрес којим је успостављена нова политичка мапа Европе.
Наредно доба је обележено немачком револуцијом и бројним политичким превирањима, али и периодом бидермајера. Бидермајер је био надахнуће у политички тешкој ситуацији и и те како се испољио кроз културу, књижевност, моду и дизајн тог времена. То је заправо био последњи период пре индустријализације која је веома брзо уследила. Већ 1837. године је отворена прва линија железнице у Аустрији. Француска револуција 1848. године имала је одјека и у Бечу те је тако 13. марта коначно угушена немачка револуција и државни канцелар Метерних, под притиском и масовним протестима у Бечу, поднео оставку.
Од 1850. године Беч се шири тако што се прва предграђа унутар насипа урбанизују. 1858. године срушене су градске зидине које су окруживале сам центар града (данас 1. округ) и на том месту саграђен је бечки Ринг (прстен) или  . Бечки Ринг је раскошна авенија дугачка 5,3 km која кружи око централног дела Беча (1.Bezirk-а). Изградња је отпочела са наменским планом ширења града на месту срушеног градског зида одлуком цара Франца Јозефа I. Ринг је завршен и званично отворен 1865, да би у периоду од 1869. до 1888. године биле завршене раскошне грађевине дуж њега попут Бечке државне опере, берзе, парламента, градске скупштине, бечког универзитета, музеја, академија и позоришта. Ова улица јединствена је у својој монументалности и дала је пресудан печат читавог једног периода архитектонском стилу Беча. Захваљујући томе је у историју уметности уведен термин 'стил бечког Ринга'.
Након велике поплаве 1830. године почело се размишљати о регулацији тока Дунава кроз град, што је и остварено у периоду од 1868. до 1875. године. Многи рукавци са обе стране реке су исушени док је централни, који се пружао ка центру града, претворен у канал и са главним током реке образује острво, на коме су данас смештени 2. и 20.Bezirk. Са почетком индустријализације средином 19. века и становништво Беча почиње енормно да се увећава. 1870. године град је већ имао 1 милион становника, да би свега 40 година касније, 1910-те тај број износио 2 милиона. Најпознатији градоначелник из овог доба био је Карл Лугер. Био је у служби од 1897. до 1910. године и познат је по реформама комуналних служби али и по израженом антисемитизму.
Овај период представљао је уједно и последњи период културног врхунца Беча, тј. Бечке модерне (1890—1910). Он међутим није био повезан са удружењима уметника који су припадали бечкој сецесији и који су Беч начинили центром овог уметничког правца. На пољу музике новитет је представљала Друга бечка школа. У оваквим веома благотворним околностима и културној атмосфери Зигмунд Фројд је управо у Бечу развио своју психоанализу, један од најутицајнијих психолошких праваца.

## Први светски рат и прва република
Први светски рат донео је Бечу, иако не већа разарања, општу кризу у снабдевању становништва и пустошење. Крај рата значио је и распад Аустроугарске монархије и оснивање републике. Република Аустрија проглашена је 12. новембра 1918. године у Бечком парламенту.
Беч је 1. јануара 1922. године раздвојен од Доње Аустрије и тиме добија статус засебне аустријске државе. Политика градских власти у овом периоду (1918—1934) била је по први пут демократски оријентисана, те је град носио надимак 'црвени Беч'. Но ипак, Беч је у то време био центар привредне и политичке нестабилности међуратне Аустрије, својеврсна 'позорница' где су се критиковале али и одобравале одлуке конзервативне владе. Непремостиве разлике, између социјалдемократа са једне и хришћанско-социјалног 'Домобранства' савезне владе са друге стране, кулминирале су 1934. године чак и избијањем грађанског рата. Борбе су се разбуктале пре свега у Бечу, где је биланс страдалих и повређених био неколико стотина. Нешто касније, након неуспеле побуне радника против аустро-фашистичког режима у Бечу, укида се парламентаризам и проглашава се ауторитативна сталешка држава која је убрзо припојена нацистичкој Немачкој 1938. године.

## Нацизам и Други светски рат у Бечу
Одмах након немачке окупације (1938. године) почеле су претње, малтретирања, плачке и истеривања Јевреја из Беча. Од око 200.000 бечких Јевреја у имиграцију је прогнано око 120.000 (међу њима је најпознатији Зигмунд Фројд), и око 60.000 је убијено.
Бечка градска власт је по нацистичком принципу установила тзв. 'велики Беч' који је настао припајањем околних територија и интеграцијом месног становништва. Велики Беч био је површински чак три пута већи од територије која му је заиста припадала.
Од 1944. године уследили су ваздушни напади на град при чему је уништена приближно једна петина градског урбаног простора. Доста је страдао и сам центар Беча и грађевине од историјске важности, пре свега здање Бечке опере и музеј Албертина. Катедрала Св. Стефана је опљачкана и запаљена иако је пре тога претпела ваздушне нападе практично без оштећења. Укупан број жртава ваздушних напада на град је 8.800.
Априла 1945. дошло је до завршних борби за Беч или тзв. 'бечке операције' при којој су трупе Црвене армије поразиле Нацисте и освојиле град.

## Совјетска управа, друга република и период обнове
Одмах након освајања Беча и завршетка ратних дејстава новоформирана совјетска управа побринула се за поновно успостављање градских структура, те је брзо дошло до формирања политичких партија и обнове политичког живота. Но тек у пролеће 1945. године совјетске трупе су допустиле улазак трупама 3 земље савезнице у град: САД, Уједињеног Краљевства и Француске. Беч је тиме од 1945. године био подељени град, и то на 4 засебна сектора.
На Шварценберговом тргу, који се у периоду од 1945. до 1956. године звао Стаљинов трг, Црвена армија је подигла Споменик ослобођења и јунака или Споменик Црвене армије. Споменик је откривен 19. августа 1945. године и његово очување у првобитном облику загарантовано је уставом Аустрије.
Након завршетка рата у Бечу је уследио општи привредни успон и обнова, у чему је велику улогу одиграо и Маршалов план. Трупе савезичких сила повукле су се дефинитивно из града до пролећа 1955. године, да би потом 15. маја исте године Аустрија усвајањем устава коначно повратила и потпуни суверенитет над својом територијом.

## Беч у другој половини 20. века, до данашњих дана
У пролеће 1956. године Беч је прихватио мноштво избеглица из Мађарске које су бежале западно након неуспеле побуне против комунистичког режима. Други талас исељеника кренуо је ка Бечу већ 1968. године али овог пута из Чехословачке, након слома Прашког пролећа и совјетске окупације. Све ово значило је да Аустрија поново постајала земља досељеника, након што је после Другог светског рата велики број становништва емигрирао у САД у потрази за бољим животом. Томе у прилог иду и споразуми потписани са Турском (1964. године) и Социјалистичком Федеративном Републиком Југославијом (1966. године) о примању радне снаге из ових земаља. То је узрок и томе да данас највећи број досељеника у Бечу потиче са простора бивше Југославије, који се чак и додатно повећао избегличким таласом 90-их година.
Друга половина 20. века предстваља и најдуже мирнодопско раздобље у историји града које је довело до развоја Беча у модерну, према свету отворену метрополу. Већ 1957. године Беч је постао седиште међународне агенције за атомску енергију (ИАЕА), прве интернационалне организације након 1945. године. Од 1965. град је седиште и организације земаља извозница нафте (ОПЕК-а). У Бечу је 1961. године одржан састанак на највишем нивоу председника САД Џона Ф. Кенедија и совјетског председника Никите Хрушчова. Веома важна година за Беч била је и 1980-та када је отворен Бечки интернационални центар (ВИЦ) или УНО-град те је тиме Беч постао треће службено седиште Уједињених нација. Све ово је допринело да се Беч позиционира као препознатљиви конгресни и посреднички центар за решавање конфликата у светским размерама. Управо су у Бечу 2006. године вођени преговори о статусу Косова и Метохије.
Изградњом Дунавског торња на северној обали Дунава 1964. године и нешто касније комплекса зграда Уједињених нација, панорама Беча је знатно измењена духом модернизма. Значајан импулс развоју градске инфраструктуре дала је и изградња подземне железнице (нем. U-Bahn) те је још 1978. године отворен први део прве линије, док радови на усавршавању и проширењу подземне мреже возова трају непрекидно до данашњих дана.
Данас се Беч по свим међународним критеријумима и истраживањима сврстава међу градове са највишим квалитетом живота на свету. Томе доприноси велики удео зелених површина на градском подручју (близу 50%) па тиме и веома добри еколошки услови и стандарди у граду, изузетно висока социјална сигурност, ниво заштите и поштовања људских права, првокласан здравствени и високо развијен образовни систем, ефикасна и модерна јавна управа, јако развијена градска инфраструкутра (путна мрежа, систем јавног градског превоза и квалитет становања), богата и квалитетна понуда алтернативних активности и најзад шароликост култура.